# 乳房重建
乳房重建(英語：Breast reconstruction)為一整形手術，目的是為了重整女性乳房的外形，令之看起來跟平常人無異。這有別於隆胸和縮胸，因為在那些情況，病者的乳房除了過大和過小之外，外觀並無不妥。
常見的乳房重建手術，就是幫助因為乳癌而接受乳房切除手術的婦女重建胸部。為了幫助病人早日重建自信或其他心理因素，這種手術常常被安排在乳房切除手術之後，那樣病人在清醒之前已經可以重獲一對完整的乳房。

## 站外鏈結
- 我行我歌：2001年12月21日，陰雨